# Iñaki Lejarreta
Iñaki Lejarreta Errasti (Bérriz, 1 september 1983 – Iurreta, 16 december 2012) was een Spaans wielrenner die vooral actief was als mountainbiker. Hij vertegenwoordigde zijn vaderland bij de Olympische Spelen van 2008 in Peking, waar hij als achtste eindigde op het onderdeel cross-country. Vader Ismael en oom Marino waren ook wielrenners, zij het op de weg.
Op 16 december 2012 stierf hij op 29-jarige leeftijd tijdens een training op de openbare weg in Iurreta in het Baskenland, waar hij op de fiets werd aangereden door een auto.

## Erelijst
2000
- 3e in Spaanse kampioenschappen individuele tijdrit, Junioren

2002
- in Europese Kampioenschappen, Mountainbike, XC, Beloften

2004
- in Europese Kampioenschappen, Mountainbike, XC, Beloften
- 4e in Wereldkampioenschappen, Mountainbike, XC, Beloften
- 10e in Wereldbeker, Mountainbike
  - 3e in Livigno, Mountainbike

2005
- 2e in Spaanse kampioenschappen, Mountainbike, XC, Beloften

2008
- 8e in Olympische Spelen, Mountainbike, XC, Elite
- 8e in Wereldkampioenschappen, Mountainbike, XC

2010
- 8e in Europese kampioenschappen, Mountainbike, XC, Elite

2012
- 2e in Banyoles, Mountainbike
- 3e in Spaanse kampioenschappen, Mountainbike, XC, Elite

## Ploegen
- 2004 – Team Orbea (Spanje)
- 2008 – Orbea (Spanje)
- 2011 – Orbea (Spanje)
- 2012 – Orbea Racing Team (Spanje)